# Matarrosa del Sil
Matarrosa del Sil es una localidad española perteneciente al municipio de Toreno, en la provincia de León, comunidad autónoma de Castilla y León. Se encuentra en la comarca del Bierzo. Junto con Santa Leocadia y San Pedro Mallo constituye la pedanía (concejo) de San Pedro Mallo.
En 2017 contaba con 769 habitantes. Su casco urbano está atravesado por la carretera CL-631 Ponferrada - Villablino y el ferrocarril de la MSP tenía estación en esta localidad.

## Historia
Matarrosa es un pueblo que siempre ha estado muy unido a la tierra que ocupa, situándose en un valle frondoso que surca el río Sil que lo divide en dos mitades totalmente diferentes.
Los montes de la margen derecha se formaron en la era carbonífera, situándose en ellos, lógicamente, la mayor parte de las explotaciones mineras de que actualmente se dispone. Están constituidos principalmente por grandes bosques de robles y encinas, que eran el sustento de los muchos rebaños de cabras y ovejas que existían en la zona. La margen izquierda la forman montes más antiguos que sus homónimos de la otra ribera, habiéndose formado en la era terciaria, situándose en ellos la mayor parte de las pequeñas fincas agrícolas y prados que eran el sustento económico de los habitantes en épocas pasadas.
Existen muchos sotos de castaños, los cuales dieron nombre al monasterio que allí existió entre los siglos IX y XII, Santa Leocadia de Castañeda, del que hoy lamentablemente no se conserva ninguna construcción (aunque si quedan los libros de gestión del monasterio en el Arzobispado de Astorga); aunque en su época de máximo esplendor fue uno de los principales monasterios de El Bierzo, el cual ejercía su jurisdicción y propiedad sobre lo que hoy son los municipios de Toreno, Berlanga y Páramo, posteriormente con su decadencia y abandono durante varios siglos, sirvió para que sus piedras se utilizasen durante los siglos XVIII y XIX en la construcción de varias casas en San Pedro Mallo (donde se sitúan unas pinturas rupestres de estilo esquemático de la época de bronce), Santa Leocadia y Matarrosa. En estos montes se sitúan los dos pueblos ya mencionados, que juntamente con Matarrosa forman la misma unidad administrativa. San Pedro Mallo está situado en la cresta de la montaña a la que los monjes le llamaban el monte San Pedro.
Santa Leocadia, debe su nombre y formación al monasterio que allí se asentó, estando situado entre San Pedro y Matarrosa y tan solo a un kilómetro de distancia. En él se situó durante muchos años la iglesia parroquial de las tres poblaciones, construida a mediados del siglo XVII y ampliada en el XVIII, cuya belleza puede contemplarse en la actualidad. La ermita del Cristo, hoy en ruinas, fue durante mucho tiempo lugar donde se realizaba por parte de los tres pueblos, la romería en honor al Santo Cristo. De Matarrosa aún no se tiene la certeza del origen de su nombre, si bien etimológicamente puede venir del color que adquieren sus bosques de roble y castaño en otoño. Otra acepción puede ser de la composición Mata Rosa, ciudad de oro o dorada en alusión al mineral que existía en el río. La mayor parte de su historia ha tenido una base agrícola y ganadera, pero tiene dos polos en la minería. Uno de ellos está situado en lo que casi con seguridad han sido sus orígenes, que es el asentamiento romano que existió en lo que hoy se conoce como el barrio del Mirador, el cual estaba destinado a la explotación aurífera del río Sil. La otra punta de la minería la tenemos en la actualidad, en la explotación carbonífera de antracita de gran calidad que albergan sus montañas. Las primeras minas que se abrieron en el valle comenzaron a finales del siglo XIX, teniendo en un principio, un ritmo de extracción lento debido a los sistemas rudimentarios de trabajo y sobre todo a la no existencia de un sistema de transporte eficaz del mineral, el cual se realizaba con carretas de bueyes. 

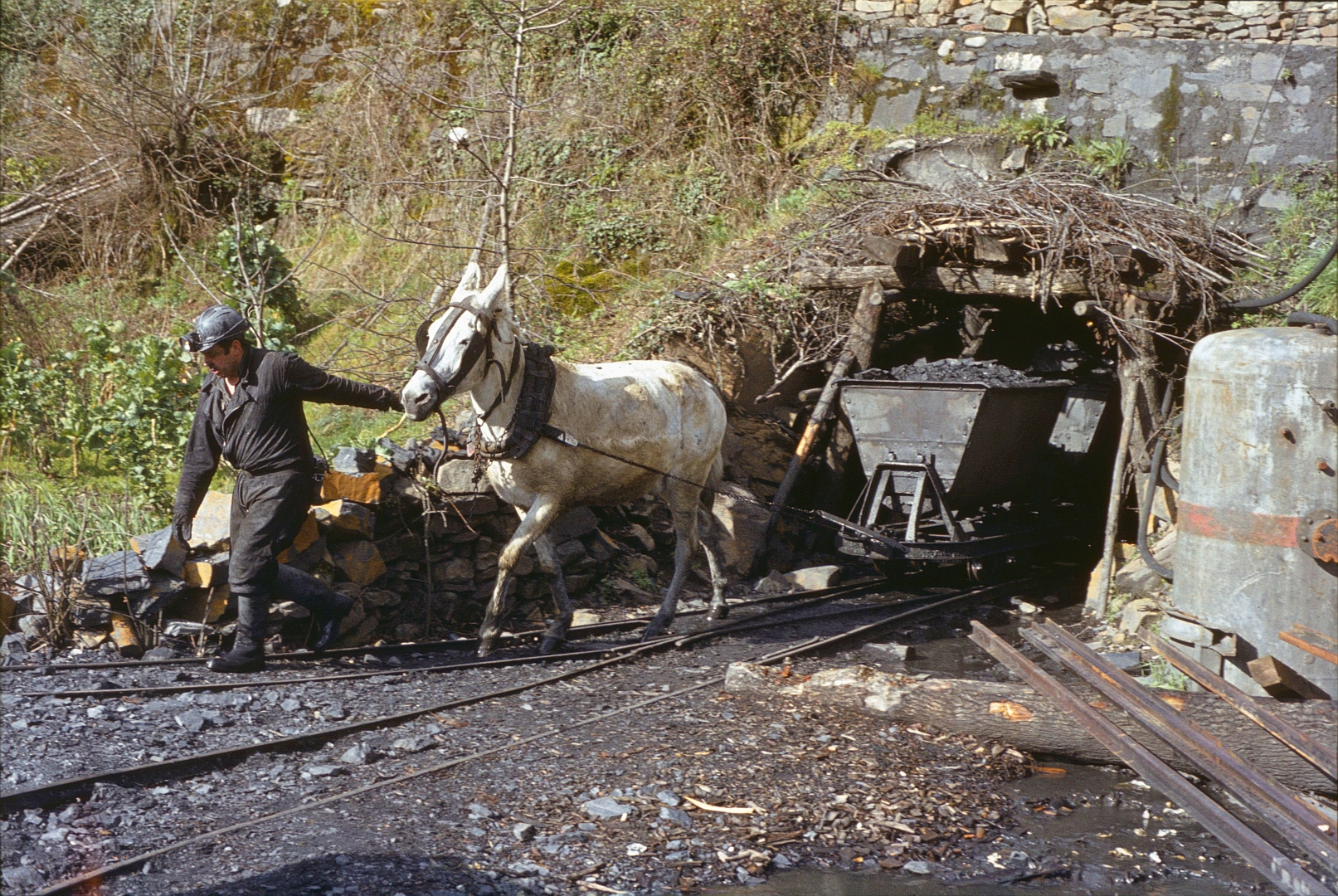
Una mina de Matarrosa del Sil en 1984

Posteriormente con la construcción del ferrocarril minero a vapor de la MSP y la introducción de nuevos sistemas de trabajos, se incrementó notablemente la actividad minera, lo que repercutió notablemente en beneficio económico de la zona, pudiéndose decir, con matices, que Matarrosa alcanzó niveles de bienestar y servicios equiparables al de una pequeña ciudad.
Actualmente todo este sistema económico está en crisis, no porque falte materia prima, la cual se cifra en unas reservas de más de cien años, sino porque las nuevas estructuras económicas obligan a replantear muchas actividades que deben ser reguladas en beneficio de otras. Sin embargo, si se observa la vida en el valle antes de la minería del carbón, hay razones para ser optimista. En todos los años y siglos anteriores, cuando la base de la economía era otra muy diferente a la actual, estando principalmente en manos en un principio de los monasterios y posteriormente de nobles y señores, que en el caso de El Bierzo se vio desbordado de toda una nobleza foránea que veía unos beneplácitos que le brindaba la rica tierra, tenemos en nuestro caso el monasterio de Santa Leocadia de Castañeda (siglos IX-XII) y el Vizconde de Matarrosa, concedido por Felipe IV en 1657 y vigente en la actualidad, son claro ejemplo de que en Matarrosa y su valle hubo una bonanza en años anteriores. No podemos saber los acontecimientos futuros, como anteriormente no se pudo predecir los hechos descritos anteriormente y que en conjunto se pueden considerar como positivos.
Hay que señalar como acontecimientos recientes en los años 60 el gran cambió social del pueblo. La persona más representativa de este cambio fue el párroco D.Javier Rodríguez Sotuela,que con su intervención sociocultural,ayudó a que un pueblo  minero tomará conciencia de sus decisiones. Es de señalar a Mª Luisa Picado con sus libros publicados sobre la vida de los mineros, sus reivindicaciones y sus vicisitudes para poder entender a la Matarrosa actual.

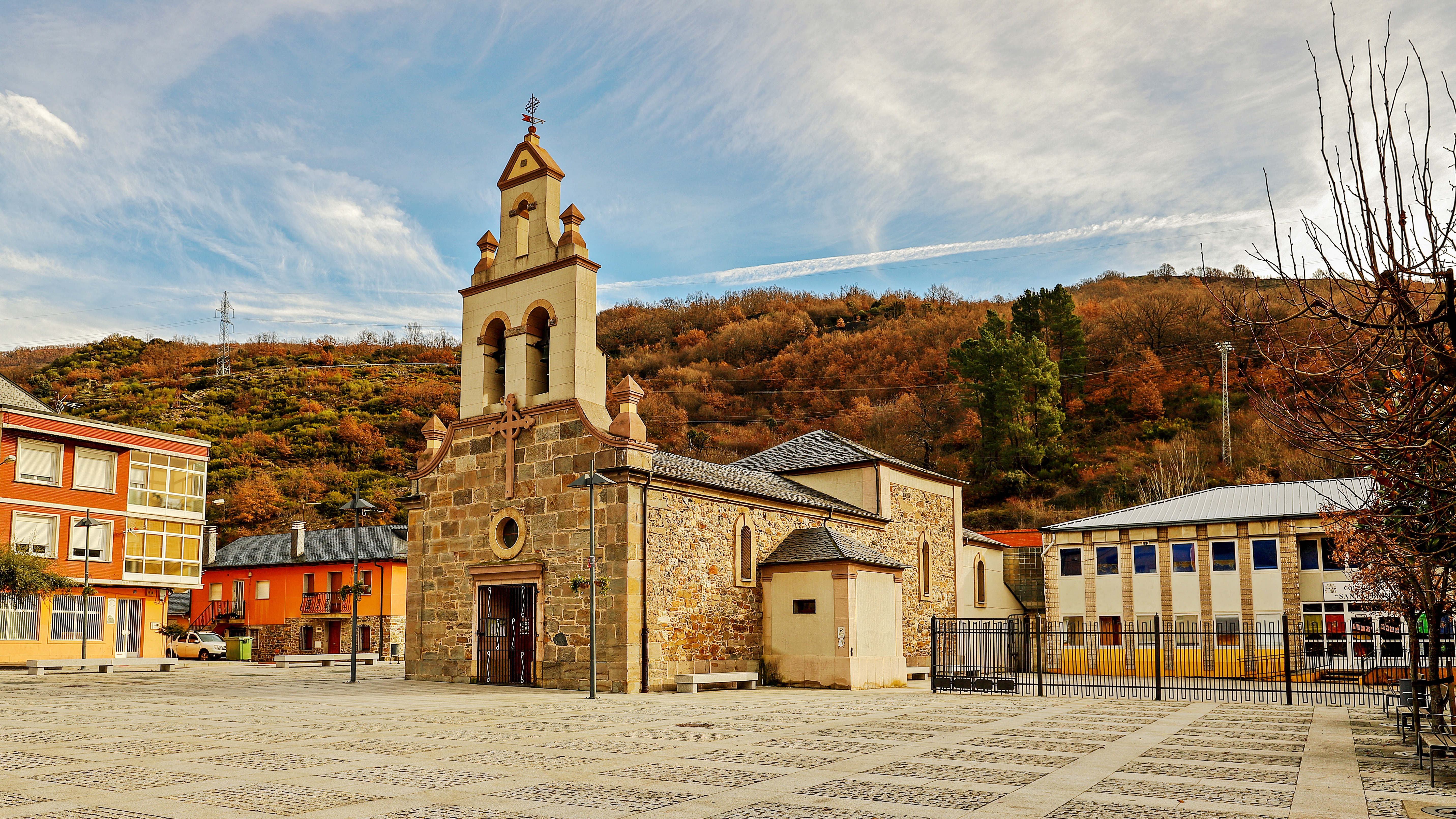
Iglesia de San Miguel Arcangal en Matarrosa del Sil

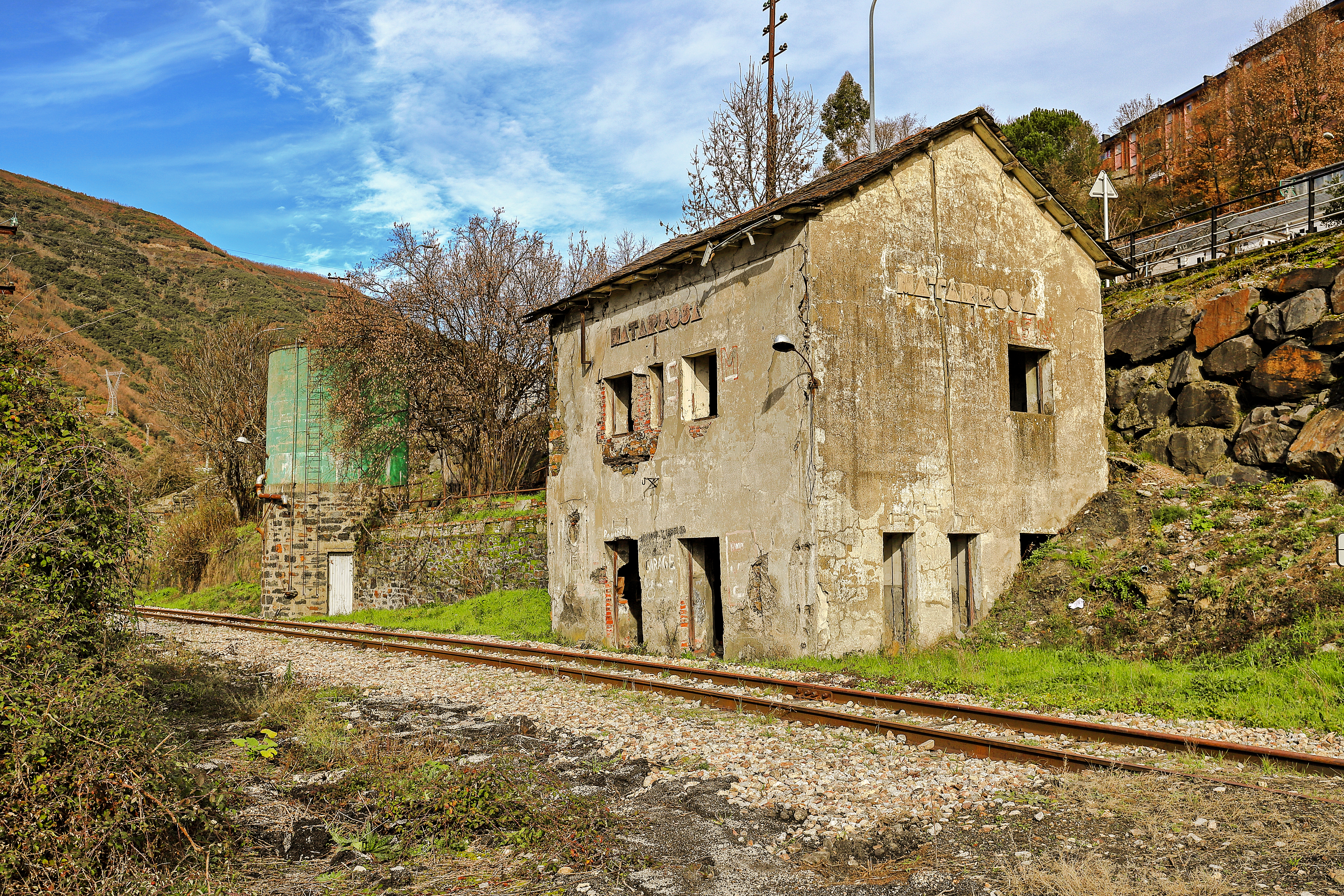
Antigua estación de trenes en Matarrosa del Sil

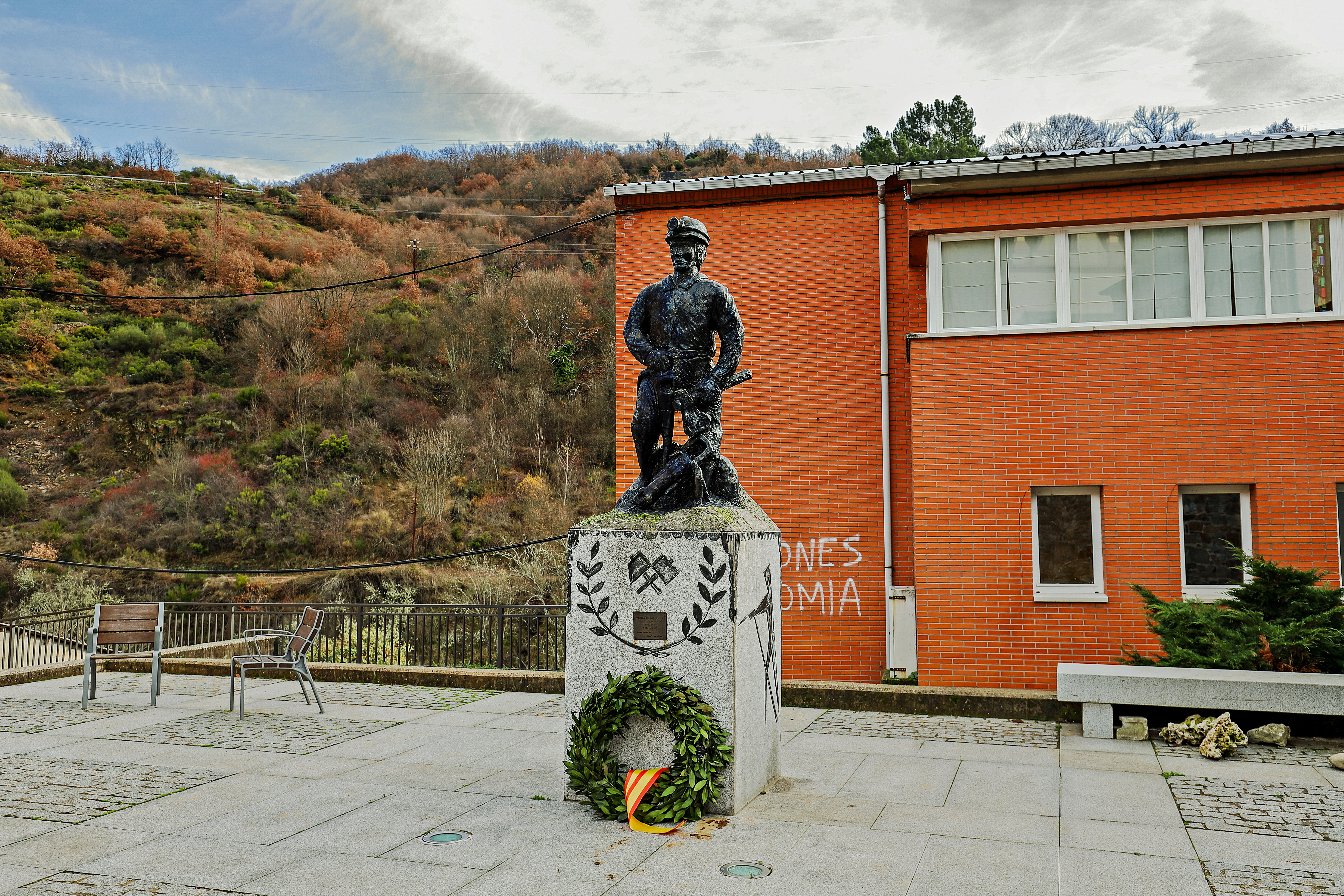
Monumento al minero en Matarrosa del Sil

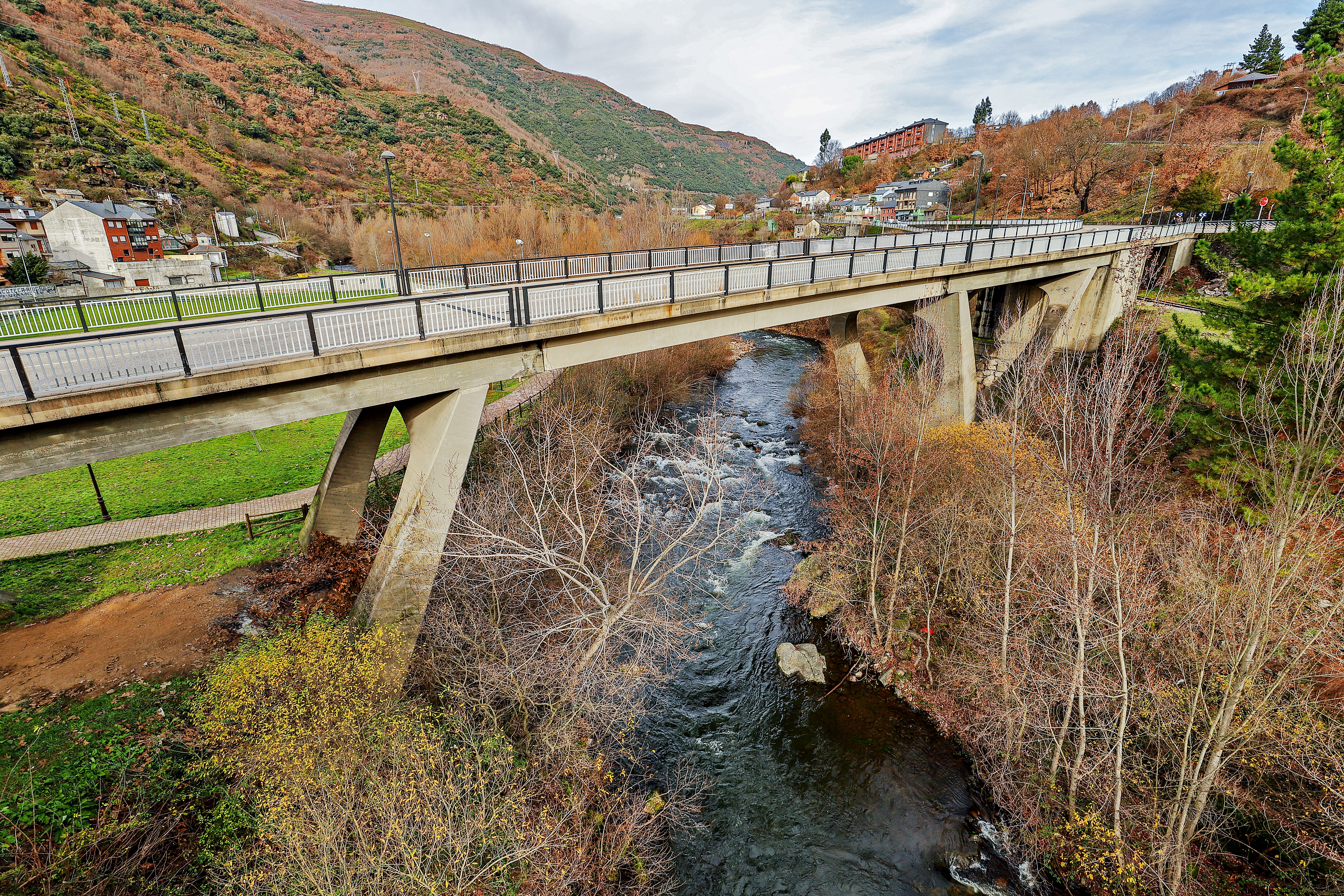
Puente peatonal en Matarrosa del Sil

## Barrios de Matarrosa del Sil
- El Mirador: fue un asentamiento romano de explotación aurífera. Actualmente es un bloque de diversos pisos y casas.

- El Polideportivo: el 26 de mayo de 2007 el antiguo presidente del gobierno José Luis Rodríguez Zapatero visita Matarrosa del Sil y el polideportivo se llena de gente por su llegada.[1]

- Las Casas Nuevas: grupo de 146 viviendas, y aunque fueron bautizadas oficialmente como el barrio de Santa Bárbara, se las conoce como las Casas Nuevas.

## Servicios
- Polideportivo Municipal.
- Casa de la Cultura.
- Colegio de Educación Infantil y Primaria Santa Bárbara.
- Biblioteca pública.
- Casa del Pueblo.

## Fiestas
- 8 de mayo, San Miguel Arcángel.
- 4 de diciembre, Santa Bárbara, patrona de los mineros.

## Fútbol
Contó con un equipo federado en la 1ª Provincial de Léon, el C. D. Matarrosa, refundado en 2006.